# 보리스 스파스키
보리스 바실리예비치 스파스키(러시아어: Борис Васильевич Спасский; 1937년 1월 30일 – 2025년 2월 27일)는 러시아의 체스 그랜드마스터로, 1969년부터 1972년까지 세계 체스 챔피언이었다. 스파스키는 세 번의 세계 챔피언십 경기를 치렀다. 1966년에는 티그란 페트로샨에게 패했으며, 1969년에는 페트로샨을 꺾고 세계 챔피언이 되었다. 이후 1972년에 유명한 경기에서 보비 피셔에게 패했다.
스파스키는 소련 체스 선수권 대회에서 두 차례 우승했고(1961년, 1973년), 두 차례 공동 1위를 기록한 후 플레이오프에서 패했다(1956년, 1963년). 그는 7번 세계 체스 선수권 대회 후보였다(1956년, 1965년, 1968년, 1974년, 1977년, 1980년, 1985년). 1965년과 1968년 후보 결정전 우승 외에도, 스파스키는 1974년에 준결승에 진출했고 1977년에는 결승에 진출했다.
스파스키는 1976년 프랑스로 이민하여 1978년 프랑스 시민권을 취득했다. 그는 계속 토너먼트에 참가했지만, 더 이상 세계 챔피언 타이틀의 주요 경쟁자는 아니었다. 스파스키는 1992년 피셔와의 비공식 재대결에서 패했다. 2012년 그는 프랑스를 떠나 러시아로 돌아왔다.

## 초기 생애
보리스 바실리예비치 스파스키는 1937년 1월 30일 레닌그라드에서 태어났다. 그의 아버지 바실리 블라디미로비치 스파스키는 군에 복무했다. 그는 쿠르스크현의 저명한 러시아 정교회 사제이자, 이후 러시아 교회의 수석사제 (정교회)(1916년부터)가 된 블라디미르 알렉산드로비치 스파스키의 가족 출신이며, 1912년부터 1917년까지 국가 두마 의원이자 러시아 인민 연합의 적극적인 회원이었다. 보리스의 어머니 예카테리나 페트로프나 스파스카야(결혼 전 성: 페트로바)는 학교 선생님이었다. 그녀는 그도프 지구(현 프스코프주)의 랴드네보 마을에서 현지 농민 가족 출신인 다리아 이바노브나 이바노바와 상트페테르부르크와 프스코프에 집을 소유한 지주 안드레이 쿠프리야노비치 쿠프리야노프 사이의 혼외자로 태어났다. 얼마 후 다리아 이바노브나는 상트페테르부르크로 도망쳤고, 딸을 친척인 표트르 바실리예프에게 맡겨 그가 예카테리나를 페트로바라는 성으로 키웠다. 그녀는 나중에 어머니와 합류했다.
스파스키는 제2차 세계 대전 중 레닌그라드 포위전 당시 피난 열차에서 5세 때 체스를 배웠다. 전쟁 중에 그는 시베리아의 한 고아원으로 보내졌다. 그는 1947년 10세 때 레닌그라드에서 열린 동시 시범 대국에서 소련 챔피언 미하일 보트빈니크를 이기며 처음으로 큰 주목을 받았다. 스파스키의 초기 코치는 존경받는 마스터이자 트레이너인 블라디미르 자크였다. 어린 시절, 10세부터 스파스키는 종종 체스 마스터 수준의 코치와 함께 하루에 여러 시간씩 체스를 공부했다. 그는 최연소 소련 선수로 1급(10세), 후보 마스터(11세), 소련 마스터 (15세) 등급을 달성하며 기록을 세웠다. 1952년, 15세 때 스파스키는 리가에서 열린 소련 챔피언십 준결승에서 50%의 득점을 기록했고, 같은 해 레닌그라드 시 체스 챔피언십에서 2위를 차지하여 보트빈니크로부터 높은 평가를 받았다.

## 경력
스파스키는 그의 선수 경력 전체를 통틀어 백색 및 흑색 기물 모두에서 가장 많이 사용한 오프닝은 시실리안 디펜스와 루이 로페즈였다.
스파스키는 논쟁의 여지 없는 6명의 세계 챔피언을 적어도 두 번 이상 이겼다(반드시 그들이 현역 챔피언일 때가 아니더라도): 바실리 스미슬로프, 미하일스 탈스, 티그란 페트로샨, 보비 피셔, 아나톨리 카르포프, 가리 카스파로프.

### 어린 그랜드마스터

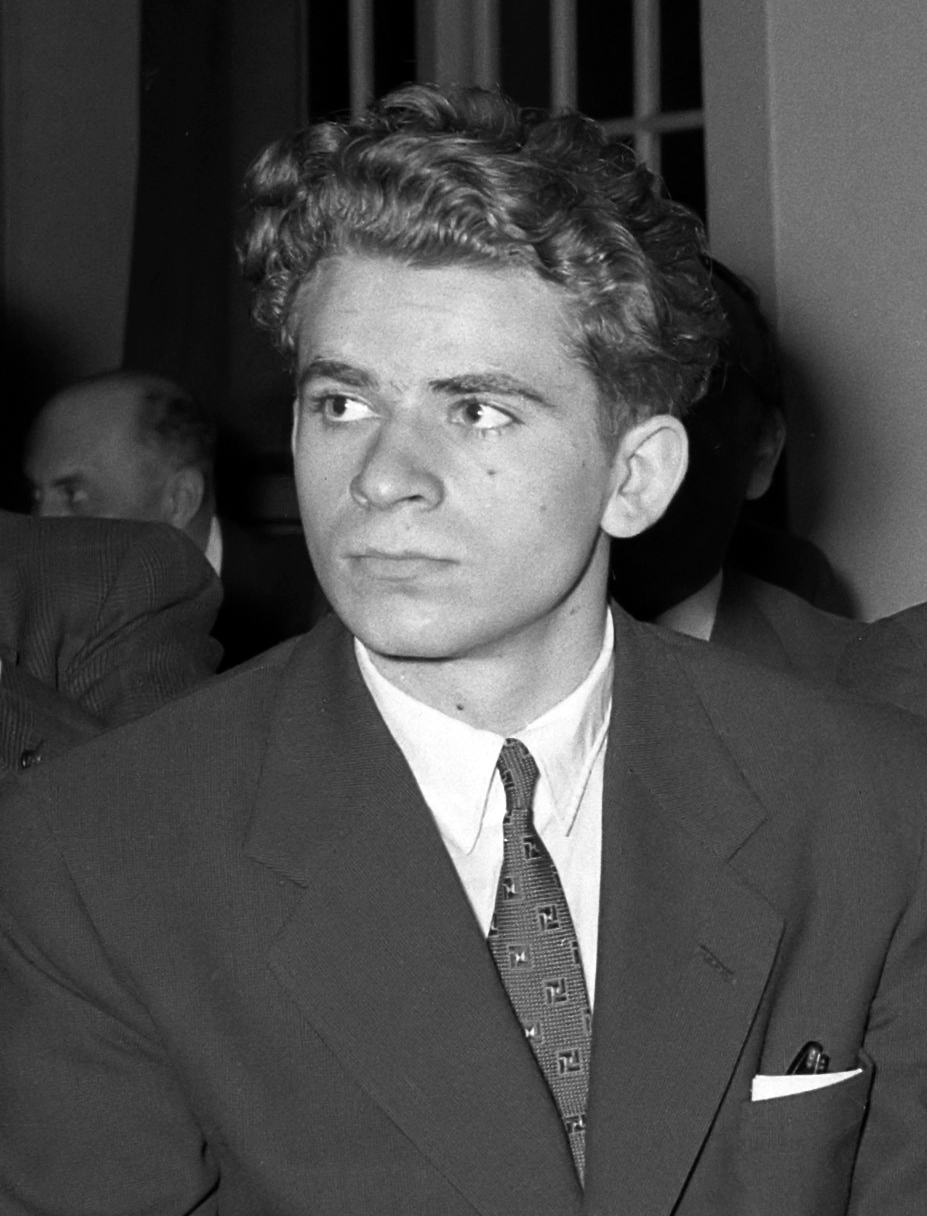
1956년의 스파스키

스파스키는 1953년 16세에 루마니아 부쿠레슈티에서 국제 무대에 데뷔하여 19점 만점에 12점으로 라슬로 사보와 공동 4위를 기록했다. 이 대회는 그의 트레이너 알렉산더 톨루시가 우승했다. 부쿠레슈티에서 그는 이듬해 세계 챔피언십에 도전했던 바실리 스미슬로프를 꺾었다. 같은 해, 스파스키는 스위스 샤프하우젠에서 열린 국제 체스 연맹 총회에서 국제 마스터 타이틀을 받았다. 1955년 모스크바에서 열린 22번째 소련 체스 선수권 대회 결승에서 스파스키는 19점 만점에 11.5점으로 공동 3위를 차지했다. 스미슬로프와 예핌 겔러에 이어 이 점수로 그는 같은 해 예테보리 인터조널에 진출하기에 충분했다.
같은 해, 그는 벨기에 안트베르펜에서 열린 세계 주니어 체스 선수권 대회에서 7점 만점에 6점을 기록하며 결승에 진출했고, 결승에서는 9점 만점에 8점을 기록하여 에드마르 메드니스를 1점 차이로 꺾고 우승했다. 스파스키는 로코모티프 자발적 스포츠 협회를 위해 경쟁했다.
예테보리에서 20점 만점에 11점으로 공동 7위를 차지함으로써, 스파스키는 1956년 암스테르담에서 열린 후보 결정전에 진출하여 자동으로 그랜드마스터 타이틀을 획득했으며, 당시 최연소 그랜드마스터였다. 암스테르담에서 그는 10명의 선수 중 18점 만점에 9.5점으로 네 명의 다른 선수와 공동 3위를 차지했다. 1956년 1월부터 2월까지 레닌그라드에서 열린 23번째 소련 결승전에서, 스파스키는 마크 타이마노프와 유리 아베르바흐와 함께 19점 만점에 11.5점으로 공동 1위를 차지했지만, 타이마노프가 이후 플레이오프에서 스파스키와의 두 게임 모두에서 승리하며 챔피언이 되었다. 스파스키는 24번째 소련 챔피언십 준결승에서 공동 1위를 차지하여 본선에 진출했다.

### 불균형한 결과
스파스키는 이후 세계 챔피언십 예선전에서 부진에 빠져 다음 두 차례의 인터조널 (1958년, 1962년) 진출에 실패했다. 이는 세계 챔피언십에 도전할 권리를 얻기 위한 필수 요건이었다. 이러한 위기는 1961년 이혼 전 첫 결혼 생활의 마지막 3년간의 어려움과 동시에 찾아왔고, 같은 해에 그의 트레이너 톨루시와도 헤어졌다.
1957년 1월에서 2월까지 모스크바에서 열린 24번째 소련 결승전에서 스파스키는 21점 만점에 13점으로 톨루시와 함께 공동 4위를 차지했다.
스파스키가 포르토로지 인터조널에 진출하지 못한 것은 리가에서 열린 1958년 소련 챔피언십에서 미하일스 탈스에게 마지막 라운드에서 패했기 때문이다. 스파스키는 경기 대부분에서 우위를 점했지만, 속개 후 어려운 승리를 놓쳤고, 무승부를 거절했다. 승리했다면 스파스키는 인터조널에 진출했을 것이고, 무승부였다면 유리 아베르바흐와 공동 4위를 차지하여 플레이오프를 통해 진출할 수 있었을 것이다.
스파스키는 1959년 모스크바 대회에서 11점 만점에 7점을 기록하며 스미슬로프와 데이비드 브론스타인과 공동 1위를 차지했다. 그는 1959년 트빌리시에서 열린 26번째 소련 결승전에서 탈과 함께 공동 2위를 차지했으며, 19점 만점에 12.5점으로 챔피언 티그란 페트로샨에 1점 뒤졌다. 곧이어 스파스키는 1959년 리가에서 13점 만점에 11.5점으로 블라다스 미케나스보다 0.5점 앞서며 우승했다. 스파스키는 레닌그라드에서 열린 27번째 소련 결승전에서 19점 만점에 10점으로 공동 9위를 차지했으며, 동향인 빅토르 코르치노이가 네 번의 소련 타이틀 중 첫 번째를 획득했다. 스파스키는 아르헨티나로 건너가 1960년 마르 델 플라타에서 보비 피셔와 공동 1위를 차지했으며, 15점 만점에 13.5점으로 브론스타인보다 2점 앞섰고, 피셔와의 첫 대결에서 승리했다. 스파스키는 레닌그라드에서 열린 제7회 학생 올림피아드에서 소련 팀의 1번 보드로 출전하여 은메달을 획득했지만, 금메달은 윌리엄 롬바디에게 내줬고, 그와의 개별 대결에서도 패했다.
스파스키에게 또 다른 실망스러운 일은 다음 인터조널 예선전인 1961년 모스크바에서 열린 소련 결승전에서 찾아왔다. 그는 또다시 결정적인 마지막 라운드 경기에서 레오니드 슈타인에게 패했고, 슈타인은 진출 자격을 얻었으며, 스파스키는 19점 만점에 11점으로 공동 5위를 차지했으며, 페트로샨이 우승했다.

### 타이틀 경쟁자
스파스키는 트레이너를 변덕스러운 공격수 톨루시에서 차분한 체스 전략가 이고리 본다렙스키로 바꾸기로 결정했다. 이것은 그의 부활의 열쇠가 되었다. 그는 바쿠에서 열린 29번째 소련 챔피언십에서 2개의 소련 타이틀 중 첫 번째를 획득했는데, 20점 만점에 14.5점으로 레프 폴루가예프스키를 0.5점 앞섰다. 스파스키는 1962년 아바나에서 21점 만점에 16점으로 폴루가예프스키와 공동 2위를 차지했으며, 우승자 미겔 나이도르프에 뒤졌다. 그는 1962년 예레반에서 열린 30번째 소련 챔피언십에서 레오니드 슈타인과 함께 19점 만점에 11.5점으로 공동 5위를 차지했다. 1963년 레닌그라드, 31번째 소련 결승전에서는 스파스키가 슈타인과 라트미르 홀모프와 공동 1위를 차지했으며, 슈타인이 1964년 열린 플레이오프에서 우승했다. 스파스키는 1964년 베오그라드에서 17점 만점에 무패 13점을 기록하며 우승했고, 코르치노이와 보리슬라프 이브코프는 11.5점으로 공동 2위를 차지했다. 그는 1964년 소치에서 15점 만점에 9.5점으로 4위를 차지했으며, 니콜라이 크로기우스가 우승했다.

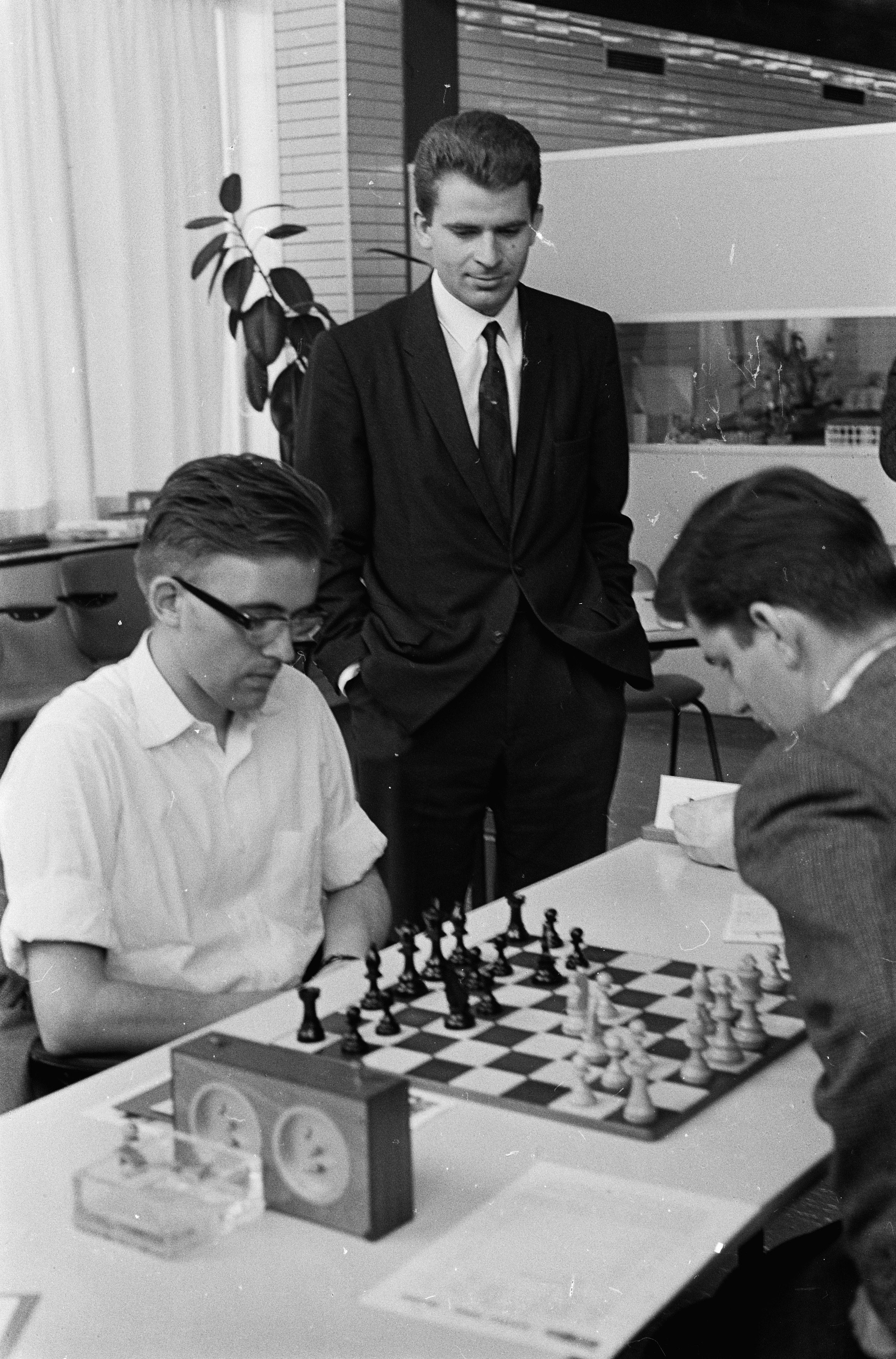
스파스키(서 있는 사람)와 라르센(검은색), 암스테르담 (1964년 6월).

1964년 모스크바에서 열린 소련 존 대회(7인 라운드 로빈 토너먼트)에서 스파스키는 1승 2패로 시작했음에도 불구하고 12점 만점에 7점으로 우승하여 같은 해 암스테르담 인터조널에 진출했다. 암스테르담에서 그는 미하일스 탈스, 바실리 스미슬로프, 벤트 라르센과 함께 23점 만점에 17점으로 공동 1위를 차지했으며, 이들 넷과 보리슬라프 이브코프, 라이오스 포르티시가 모두 다음 해 새로 생긴 후보 결정전에 진출했다. 본다렙스키와 함께 스파스키의 스타일은 넓고 깊어졌고, 나쁜 결과는 대부분 사라졌지만, 그의 투쟁 정신은 더욱 향상되었다. 그는 심리학과 놀라움을 자신의 기술에 추가했고, 이는 결국 그를 정상으로 이끄는 데 충분했다.

### 도전 선수
스파스키는 체스판의 만능 플레이어로 여겨졌으며, 그의 적응 가능한 "보편적 스타일"은 많은 최고 그랜드마스터들을 이기는 데 결정적인 이점이었다. 1965년 주기에서 그는 1965년 리가에서 열린 8강전에서 신중한 전략으로 파울 케레스를 이겼고, 마지막 게임에서 승리하여 6–4 (+4−2=4)로 이겼다. 또한 리가에서 그는 예핌 겔러를 메이팅 공격으로 물리쳤고, 5.5–2.5 (+3−0=5)로 승리했다. 그런 다음, 1965년 트빌리시에서 열린 미하일스 탈스와의 후보 결정전 최종 경기에서 스파스키는 종종 경기를 더 조용한 포지션으로 이끌어냈고, 이전 챔피언 탈의 전술적 강점을 피하거나 복잡한 상황에 대해 너무 높은 대가를 요구했다. 첫 게임을 졌음에도 불구하고 그는 7–4 (+4−1=6)로 승리했다.
스파스키는 결승전에 앞서 두 번의 토너먼트에서 우승했다. 그는 1965년 소치에서 열린 제3회 치고린 기념 대회에서 15점 만점에 10.5점으로 볼프강 운지커와 공동 1위를 차지했고, 이어서 1965년~1966년 헤이스팅스에서 9점 만점에 7.5점으로 볼프강 울만과 공동 1위를 차지했다.
스파스키는 모스크바에서 열린 페트로샨과의 치열한 경기에서 페트로샨에게 3승 4패 17무로 패했다. 비록 세 번째 승리는 페트로샨이 타이틀을 유지하는 것이 확정된 후 23번째 경기에서야 나왔지만, 이는 알렉산드르 알레힌이 예핌 보골류보프를 상대로 1934년에 성공적으로 방어한 이후 처음으로 현역 챔피언이 완승을 거둔 경기였다. 타이틀 경기 후 스파스키의 첫 대회는 제4회 치고린 기념 대회였으며, 그는 아나톨리 레인과 공동 5위를 차지했고, 코르치노이가 우승했다. 스파스키는 이후 1966년 산타모니카 (제2회 피아티고르스키 컵)에서 페트로샨과 슈퍼클래스 선수들을 제치고 18점 만점에 11.5점으로 우승했으며, 보비 피셔보다 0.5점 앞섰다. 피셔는 대회 첫 주기에서 9점 만점에 3.5점을 기록했지만, 스파스키는 그의 도전을 극복했다. 스파스키는 또한 1967년 베버비크에서 15점 만점에 11점으로 우승했으며, 아나톨리 루티코프보다 0.5점 앞섰다. 그리고 1967년 소치에서 15점 만점에 10점으로 크로기우스, 알렉산더 자이체프, 레오니드 샴코비치, 블라디미르 시마긴과 공동 1위를 차지했다.
1966년 결승에서 패한 스파스키는 다음 후보 결정전 주기에 자동 출전 자격을 얻었다. 1968년에 그는 다시 겔러와 만났는데, 이번에는 수후미에서였고 1965년과 같은 점수(5.5–2.5, +3−0=5)로 이겼다. 그는 다음으로 말뫼에서 벤트 라르센과 만났고, 처음 세 게임을 이긴 후 다시 5.5–2.5점으로 승리했다. 결승전은 키이우에서 그의 레닌그라드 라이벌인 빅토르 코르치노이와의 경기였고, 스파스키가 승리하여(+4−1=5), 페트로샨과의 또 다른 경기에 진출할 자격을 얻었다. 경기 전 스파스키의 마지막 대회 출전은 팔마에서였으며, 그는 코르치노이에 1점 뒤진 채 (+10−1=6)로 라르센과 공동 2위를 차지했다. 스파스키의 유연한 스타일은 페트로샨을 12.5–10.5로 물리치는 데 결정적인 역할을 했으며, 경기 장소는 다시 모스크바였다.

### 세계 챔피언
왕관을 차지한 후 스파스키의 첫 출전은 1969년 10월 산후안 (푸에르토리코)에서 열렸는데, 그는 15점 만점에 11.5점으로 2위보다 1.5점 앞서 1위를 차지했다. 그는 이어서 팔마에서 열린 연례 대회에 참가하여 17점 만점에 10점으로 5위를 차지했다. 스파스키는 무패를 기록하고 대회 우승자인 벤트 라르센에게 3패 중 하나를 안겼지만, 14번의 무승부로 인해 1위 경쟁에서 심각하게 밀려났으며, 라르센에 2점 뒤졌다. 1970년 3월부터 4월까지 스파스키는 베오그라드에서 열린 유명한 소련 대 세계 대회에서 소련 팀의 1번 보드로 뛰었고, 처음 세 라운드에서 라르센을 상대로 +1−1=1을 기록한 후 레오니드 슈타인이 마지막 경기에 그를 대신하여 출전했고, 소련은 20.5–19.5로 1점 차이로 승리했다. 그는 1970년 레이던에서 열린 4자 대회에서 12점 만점에 7점으로 우승했으며, 얀 하인 도너보다 1점 앞섰다. 도너 다음으로는 라르센과 미하일 보트빈니크가 뒤를 이었고, 보트빈니크는 이번 대회에서 마지막으로 공식 경기에 출전했다. 스파스키는 1970년 암스테르담에서 열린 연례 IBM 대회에서 레프 폴루가예프스키와 함께 15점 만점에 11.5점으로 공동 1위를 차지했다. 그는 1971년 예테보리에서 11점 만점에 8점으로 3위를 차지했다. 우승자는 블라스티밀 호르트와 울프 안데르손이었다. 그는 밴쿠버에서 열린 1971년 캐나다 오픈 체스 챔피언십에서 한스 리와 공동 1위를 차지했다. 11월과 12월에 스파스키는 모스크바에서 열린 알렉산드르 알레힌 기념 대회에서 미하일스 탈스와 공동 6위를 차지하며 한 해를 마쳤다. 그는 15경기에서 +4−2=11을 기록했으며, 이 대회는 슈타인과 아나톨리 카르포프가 우승했다.

### 피셔와의 챔피언십 경기
스파스키의 세계 챔피언 통치는 3년 동안 지속되었고, 1972년 세계 체스 선수권 대회에서 미국의 피셔에게 패했다. 이 경기는 일명 세기의 대결로 불렸다. 경기는 냉전의 절정기에 아이슬란드 레이캬비크에서 열렸으며, 따라서 두 초강대국 간의 정치적 대결을 상징하는 것으로 여겨졌다. 스파스키는 피셔의 많은 요구 사항을 수용했으며, 세 번째 경기를 옆방으로 옮기는 것도 포함되었다. 피셔 대 스파스키의 세계 챔피언십은 역사상 가장 광범위하게 보도된 체스 경기였으며, 전 세계 주요 언론에서 다루었다. 헨리 키신저 국무장관은 피셔에게 경기에 참여하도록 촉구했으며, 체스는 그 절정에 달했다.
경기 전까지 피셔는 스파스키에게 5번의 시도에서 한 번도 이기지 못했고 3번 패했다. 게다가 스파스키는 피셔에게도 플러스 점수를 기록했던 겔러를 코치로 확보했다. 그러나 피셔는 12.5–8.5 (+7−3=11)로 타이틀 경기에서 우승했으며, 세 번의 패배 중 한 번은 기권패였다.
경기는 두 부분으로 나눌 수 있었는데, 전반부는 피셔가 압도적으로 승리했고, 후반부는 치열한 접전이었다. 경기 전 피셔는 마크 타이마노프, 벤트 라르센, 티그란 페트로샨을 물리쳤지만, 스파스키는 침착함과 경쟁력을 유지했다. 스파스키의 준비는 피셔에 의해 대체로 무시되었다고 제안되는데, 스파스키와 그의 팀은 피셔가 백으로 항상 1. e4 오프닝을 플레이할 것이라고 잘못 예상했기 때문이다.
레셰프스키에 따르면, 경기 전체는 실망스러웠다. "두 선수 모두의 실책으로 얼룩졌다. 스파스키가 저지른 실책은 믿을 수 없을 정도였다. 예를 들어, 두 경기에서 스파스키는 한 수짜리 콤비네이션을 놓쳤다. 첫 번째 경기에서는 즉시 기권해야 했고, 다른 하나에서는 승리할 모든 기회를 날려버렸다. 피셔도 최고의 컨디션은 아니었다. 그는 여러 경기에서 실수를 저질렀다. 그의 플레이는 번뜩임이 부족했지만, 그의 수비는 훌륭했다."

### 전 챔피언 (1973–1985)

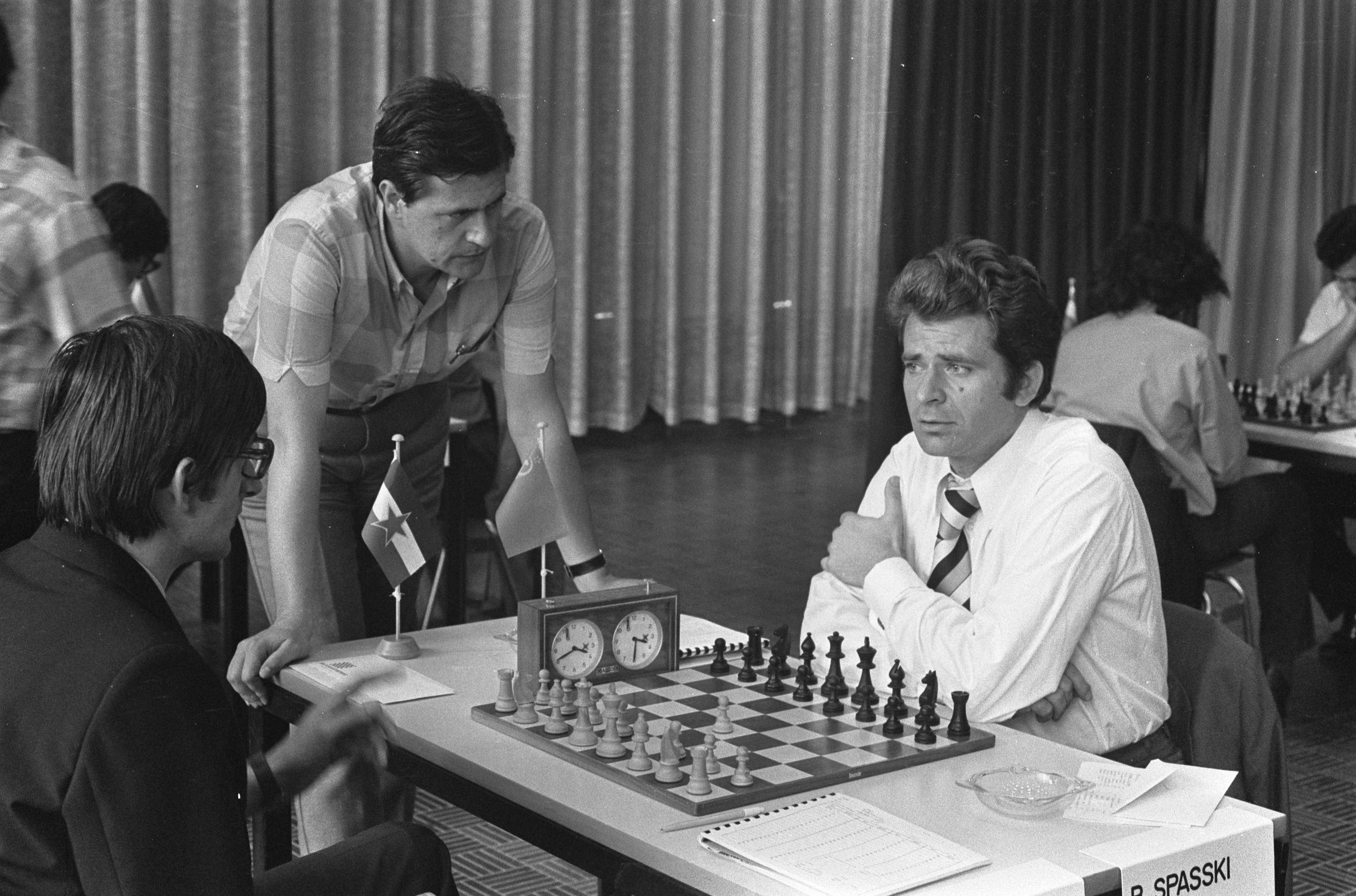
1973년 알빈 플라닌츠 대 보리스 스파스키

1973년 2월에서 3월까지 스파스키는 탈린에서 15점 만점에 9점으로 공동 3위를 차지하여 미하일스 탈스에게 3점 뒤졌다. 그는 도르트문트에서 15점 만점에 9.5점(+5−1=9)으로 한스요아힘 헤히트와 울프 안데르손과 공동 1위를 차지했다. 스파스키는 암스테르담에서 열린 연례 IBM 토너먼트에서 4위를 차지했으며, 우승자인 티그란 페트로샨과 알빈 플라닌츠에 1점 뒤졌다. 9월에 스파스키는 소치에서 열린 치고린 기념 대회에서 15점 만점에 10점을 기록하여 탈에 이어 2위를 차지했다. 41번째 소련 챔피언십에서는 모스크바에서 스파스키가 17점 만점에 11.5점을 기록하여 당시 모든 최고 소련 그랜드마스터가 포함된 필드에서 1점 차이로 우승했다.

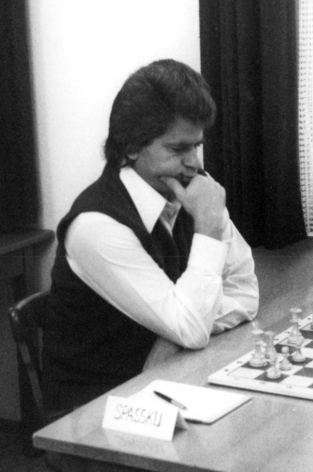
1980년의 스파스키

1974년 후보 결정전에서 스파스키는 먼저 산후안 (푸에르토리코)에서 미국인 로버트 번을 4.5–1.5(+3−0=3)로 물리쳤다. 이후 레닌그라드에서 아나톨리 카르포프에게 준결승전에서 첫 게임을 이겼음에도 불구하고 (+1−4=6) 패했다. 1974년 스파스키의 유일한 토너먼트 출전은 졸링겐에서였고, 14점 만점에 8.5점(+4−1=9)을 기록하여 공동 우승자인 루보미르 카발렉과 레프 폴루가예프스키가 10점을 기록한 것에 이어 보얀 쿠라이차와 공동 3위를 차지했다.
1975년 동안 스파스키는 두 개의 대회에 참가했는데, 첫 번째는 탈린에서 열린 연례 대회였다. 그는 프리드리크 올라프손과 공동 2위를 차지하며 15점 만점에 9.5점(+5−1=9)을 기록했고, 파울 케레스에게 1점 뒤졌다. 이는 1975년 6월 그가 갑작스럽게 사망하기 전 케레스가 마지막으로 우승한 국제 대회였다. 10월부터 11월까지 스파스키는 모스크바에서 열린 알레힌 기념 대회에서 예핌 겔러에 이어 15점 중 10점을 기록하며 2위를 차지했다(+6−1=8).
1976년 스파스키는 인터조널 단계로 돌아가야 했고, 마닐라에서 공동 10위를 기록하며 후보 결정전 진출에 한참 미달했지만, 보비 피셔가 그의 자리를 거절하면서 참가 지명을 받았다. 스파스키는 1977년 암스테르담에서 네덜란드 그랜드마스터 얀 티만과의 시범 경기에서 4–2로 승리했다. 그는 1977년 레이캬비크에서 열린 8강전 후보 경기에서 블라스티밀 호르트를 연장전에서 8.5–7.5로 물리쳤다. 이 경기에서 스파스키는 병에 걸려 모든 휴식일을 다 사용했지만, 건강한 호르트는 자신의 휴식일 중 하나를 사용하여 스파스키에게 더 많은 회복 시간을 주었다. 스파스키는 결국 이 경기에서 승리했다.
스파스키는 1977년 졸링겐에서 열린 로베르트 휘브너와의 시범 경기에서 3.5–2.5로 승리했고, 이어서 역시 졸링겐에서 루보미르 카발렉을 4–2로 물리치며 또 다른 시범 경기에서 승리했다. 그의 다음 후보 결정전 경기는 1977년 제네바에서 라이오스 포르티시와의 경기였으며, 스파스키는 8.5–6.5로 승리하여 결승에 진출했다. 1977년에서 1978년 베오그라드에서 스파스키는 빅토르 코르치노이에게 (+4−7=7)로 패했다. 이 경기에서 스파스키는 10번째 게임을 패한 후 2.5–7.5로 뒤처졌지만, 이후 4게임을 연속으로 승리했다. 15, 16번째 게임에서 무승부를 기록한 후, 코르치노이가 다음 두 게임을 승리하며 10.5–7.5의 점수로 경기를 결정지었다.
스파스키는 1980년 후보 결정전 경기에 패자 결승 진출자로 시드 배정되었고, 다시 포르티시와 맞붙었다. 이 경기는 멕시코에서 열렸다. 14경기 후 경기는 7–7이었지만, 포르티시가 흑색 기물로 더 많은 경기를 이겼기 때문에 진출했다. 스파스키는 1982년 톨루카 인터조널에서 13점 만점에 8점을 기록하며 간신히 진출에 실패했고, 포르티시와 에우헤니오 토레에 이어 3위를 차지하여 0.5점 차이로 미달했다. 두 선수 모두 진출 자격을 얻었다. 1985년 후보 결정전은 프랑스 몽펠리에에서 라운드 로빈 토너먼트로 열렸고, 스파스키는 주최 측의 지명으로 참가했다. 그는 15점 만점에 8점을 기록하여 알렉산더 벨리아프스키와 공동 6위를 차지했으며, 공동 우승자인 안드레이 소콜로프, 라파엘 바가니안, 아르투르 유수포프에 뒤졌고, 다시 한번 플레이오프를 통한 진출에 0.5점 차이로 미달했다. 이것이 스파스키의 마지막 후보 결정전 수준 출전이었다.

### 국제 팀 성적

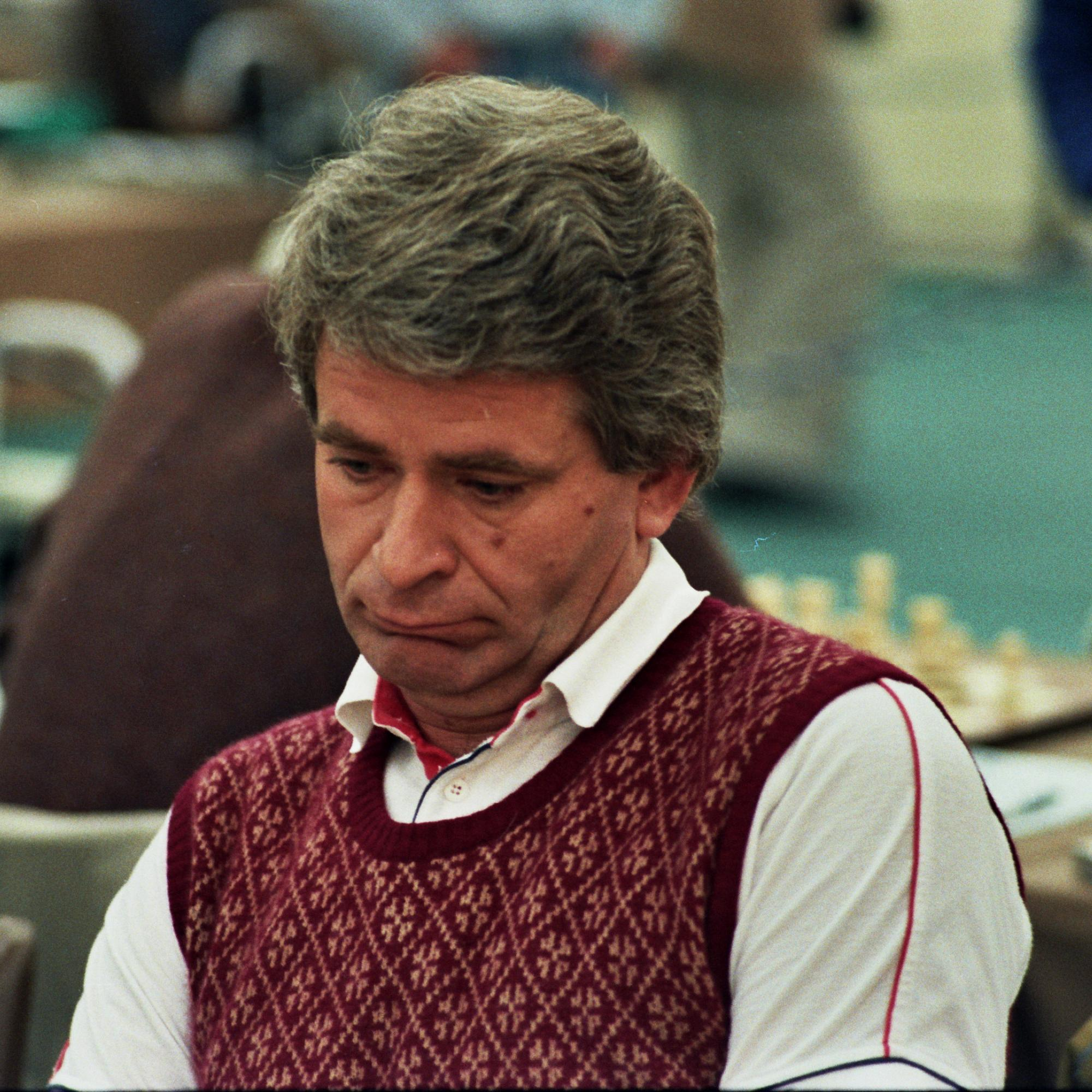
1984년 테살로니키 올림피아드의 스파스키

스파스키는 소련을 위해 학생 올림피아드에 5번 출전하여 8개의 메달을 획득했다. 그는 47점 만점에 38.5점(+31−1=15)을 기록하여 81.91%의 승률을 보였다. 그의 전체 성적은 다음과 같다.
- 1955년 리옹, 2번 보드, 8점 만점에 7.5점(+7−0=1), 팀 금메달, 보드 금메달;
- 1957년 레이캬비크, 2번 보드, 9점 만점에 7점(+5−0=4), 팀 금메달, 보드 금메달;
- 1958년 바르나, 2번 보드, 9점 만점에 6.5점(+4−0=5), 팀 금메달;
- 1960년 레닌그라드, 1번 보드, 12점 만점에 10점(+9−1=2), 팀 은메달;
- 1962년 마리안스케라즈네, 1번 보드, 9점 만점에 7.5점(+6−0=3), 팀 금메달, 보드 금메달.[96][97]

스파스키는 유럽 팀 챔피언십에서 소련 대표로 두 번 출전하여 4개의 금메달을 획득했다. 그는 12점 만점에 8.5점(+5−0=7)을 기록하여 70.83%의 승률을 보였다. 그의 전체 성적은 다음과 같다.
- 1957년 빈, 5번 보드, 5점 만점에 3.5점(+2−0=3), 팀 금메달, 보드 금메달;
- 1973년 바스, 1번 보드, 7점 만점에 5점(+3−0=4), 팀 금메달, 보드 금메달.[98]

스파스키는 소련 올림피아드 팀에서 7번 뛰었다. 그는 13개의 메달을 획득했으며, 94점 만점에 69점(+45−1=48)을 기록하여 73.40%의 승률을 보였다. 그의 전체 성적은 다음과 같다.
- 1962년 바르나, 3번 보드, 14점 만점에 11점(+8−0=6), 팀 금메달, 보드 금메달;
- 1964년 텔아비브, 2군, 13점 만점에 10.5점(+8−0=5), 팀 금메달, 보드 동메달;
- 1966년 아바나, 2번 보드, 15점 만점에 10점, 팀 금메달.
- 1968년 루가노, 2번 보드, 14점 만점에 10점, 팀 금메달, 보드 동메달;
- 1970년 지겐, 1번 보드, 12점 만점에 9.5점, 팀 금메달, 보드 금메달;
- 1974년 니스, 3번 보드, 15점 만점에 11점, 보드 금메달, 팀 금메달;
- 1978년 부에노스아이레스, 1번 보드, 11점 만점에 7점(+4−1=6), 팀 은메달.[98]

스파스키는 1970년 베오그라드에서 열린 소련 대 세계 경기에서 1번 보드로 출전하여 벤트 라르센을 상대로 (+1−1=1)점을 기록했다.
스파스키는 이후 프랑스를 대표하여 세 번의 올림피아드에 출전했으며, 각 경우 모두 1번 보드였다. 1984년 테살로니키에서는 14점 만점에 8점(+2−0=12)을 기록했다. 1986년 두바이에서는 14점 만점에 9점(+4−0=10)을 기록했다. 마지막으로 1988년 테살로니키에서는 13점 만점에 7.5점(+3−1=9)을 기록했다. 그는 또한 1985년 루체른에서 열린 제1회 세계 팀 체스 챔피언십에서 프랑스의 1번 보드로 출전하여 9점 만점에 5.5점(+3−1=5)을 기록했다.

### 1976년 이후의 토너먼트 경력

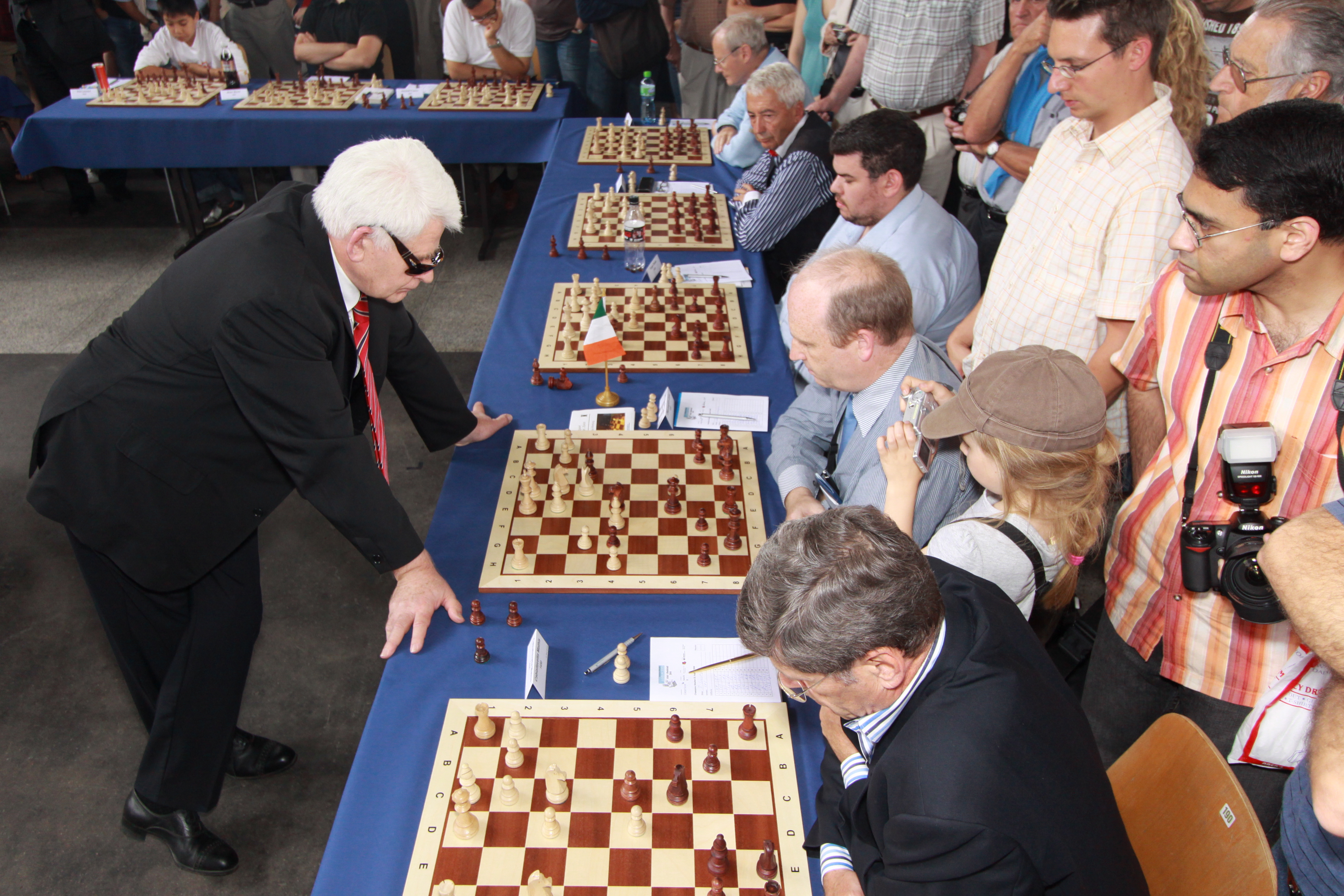
1989년의 스파스키

후반기에 스파스키는 체스에 완전히 몰두하는 것을 꺼렸다. 1976년에 그는 세 번째 부인과 함께 프랑스로 이민했고, 1978년 프랑스 시민이 되어 체스 올림피아드에서 프랑스 대표로 출전했다. 스파스키는 이후 아내와 함께 파리 근처 뫼동에 살았다.
스파스키는 그러나 만년에 몇 가지 주목할 만한 승리를 거두었다. 코르치노이에게 패한 후 토너먼트 복귀전에서 그는 1978년 부고이노에서 15점 만점에 10점으로 아나톨리 카르포프와 공동 1위를 차지했으며, 두 선수 모두 +6−1=8을 기록하여 얀 티만보다 1점 앞섰다. 그는 1978년 몬티야–모릴레스에서 9점 만점에 6.5점으로 단독 1위를 차지했다. 1979년 뮌헨에서는 13점 만점에 8.5점으로 공동 1위를 차지했으며, 유리 발라쇼프, 울프 안데르손, 로베르트 휘브너와 동률이었다. 그는 1980년 바덴바이빈에서 15점 만점에 10.5점으로 알렉산더 벨리아프스키와 공동 1위를 차지했다. 1982년 함부르크에서 열린 예선 그룹에서 6점 만점에 5.5점으로 우승했지만, 연장전에서 아나톨리 카르포프에게 최종 플레이오프 경기에서 패했다. 이 시기 그의 최고 성적은 1983년 리나레스에서 10점 만점에 6.5점으로 단독 1위를 차지한 것이었다. 카르포프와 울프 안데르손이 공동 2위를 차지했다. 1984년 런던 로이즈 뱅크 오픈에서 그는 존 넌과 머리 챈들러와 함께 9점 만점에 7점으로 공동 1위를 차지했다. 그는 1985년 레이캬비크에서 우승했다. 1985년 브뤼셀에서는 코르치노이에 이어 13점 만점에 10.5점으로 2위를 차지했다. 1986년 레지오 에밀리아에서는 졸탄 리블리에 이어 6점 만점에 6점으로 공동 2-5위를 차지했다. 그는 1987년 프리부르에서 열린 경기에서 페르낭 고베를 4–0으로 완파했다. 그는 1988년 웰링턴에서 열린 뉴질랜드 국제 예술제 플라자 토너먼트에서 챈들러와 에두아르트 구펠드와 공동 1위를 차지했다. 스파스키의 엘로 레이팅은 1980년대 초반 내내 세계 10위권에 지속적으로 머물렀고 1983년에 하락했으며, 1980년대 중반까지 간헐적으로 순위권에 들다가 1987년에 최종적으로 순위권 밖으로 밀려났다.
그러나 1988년과 1989년 월드컵 경기에서의 스파스키의 성적은 그가 엘리트 선수들 사이에서 중간 정도의 성적밖에 내지 못했음을 보여주었다. 그는 월드컵 6개 대회 중 3개 대회에 참가했다. 벨포르에서는 15점 만점에 8점을 기록하여 공동 4위-7위를 차지했으며, 가리 카스파로프가 우승했다. 레이캬비크에서는 17점 만점에 7점을 기록하여 공동 15-16위를 차지했으며, 카스파로프가 다시 우승했다. 마지막으로 바르셀로나에서 스파스키는 16점 만점에 7.5점을 기록하여 공동 8위-12위를 차지했으며, 카스파로프는 류보미르 류보예비치와 공동 1위를 차지했다.
스파스키는 1990년 프랑스 챔피언십 앙제에 참가하여 15점 만점에 10.5점으로 4위를 차지했으며, 마크 산토로망이 우승했다. 1991년 살라망카에서는 11점 만점에 7.5점으로 우승자인 예브게니 블라디미로프에 이어 2위를 차지했다. 그 후 1991년 몽펠리에에서 열린 프랑스 챔피언십에서 그는 15점 만점에 9.5점을 기록하여 공동 4-5위를 차지했으며, 산토로망이 다시 우승했다.
1992년, 보비 피셔는 20년의 체스 공백기 끝에 다시 나타나 몬테네그로와 베오그라드에서 스파스키를 상대로 "20세기 복수전"을 주선했다. 이는 1972년 세계 챔피언십의 재대결이었다. 당시 스파스키는 국제 체스 연맹 순위에서 106위였고, 피셔는 활동 중단으로 인해 목록에 전혀 나타나지 않았다. 스파스키는 +5−10=15의 점수로 경기에서 패했으며, 패배에 대해 165만 달러를 벌었다.
스파스키는 이후 1993년 부다페스트에서 16세 신동 폴가르 유디트와 경기를 펼쳤는데, 4.5–5.5로 아쉽게 패했다.
스파스키는 1990년대 중반까지 가끔씩 대회에 참가했는데, 예를 들어 1995년 프라하에서 열린 노장 대 여성 경기 등이 있다.

## 만년과 죽음

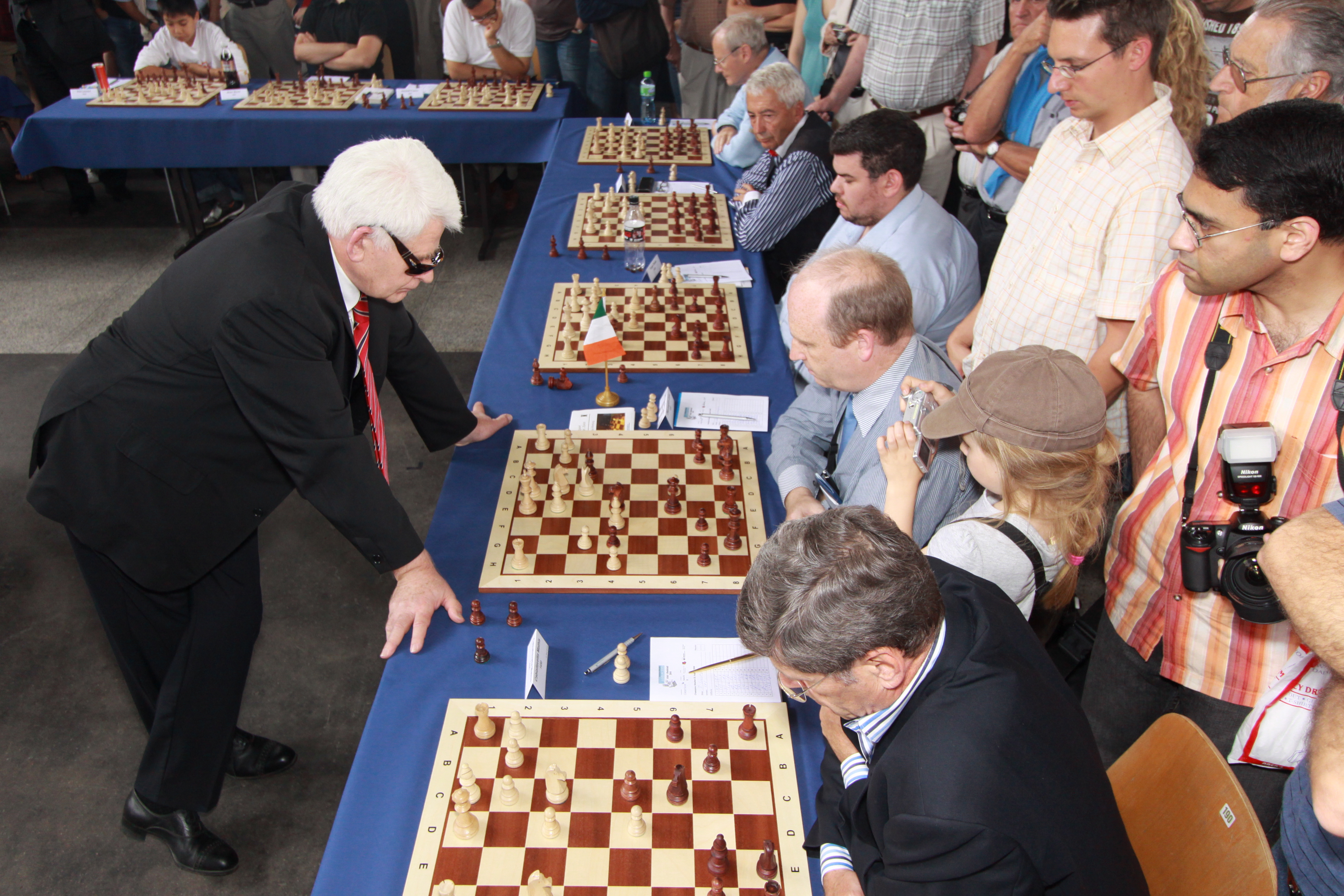
2009년 프랑스에서 찍힌 스파스키

2006년 10월 1일, 스파스키는 샌프란시스코에서 체스 강연 도중 가벼운 뇌졸중을 겪었다. 뇌졸중 후 첫 주요 경기에서 그는 2007년 4월 헝가리 그랜드마스터 라이오스 포르티시와의 6경기 속기 체스 경기에서 무승부를 기록했다.
2010년 3월 27일, 그는 73세의 나이로 바실리 스미슬로프의 사망 후 가장 나이 많은 생존 전 세계 체스 챔피언이 되었다.
2010년 9월 23일, 체스베이스는 스파스키가 더 심각한 뇌졸중을 겪어 왼쪽 몸이 마비되었다고 보도했다. 그 후 그는 장기 재활 프로그램 때문에 프랑스로 돌아왔다. 2012년 8월 16일, 스파스키는 논란의 여지가 있는 상황에서 프랑스를 떠나 러시아로 돌아왔고 모스크바 아파트에 거주했다.
2016년 9월 25일, 그는 탈 기념 대회 개막식에서 공개 연설을 했다. 그는 미하일 탈에 대해 "가장 밝은 기억"을 가지고 있다고 말했고, 15th Chess Olympiad에서 피셔와 보트빈니크 간의 속개된 경기에 대한 소련 분석에 대한 일화를 들려주었다. 그는 Chess24에 의해 '활기찬' 사람으로 묘사되었다.
스파스키는 2025년 2월 27일 모스크바에서 88세의 나이로 사망했다.

## 유산

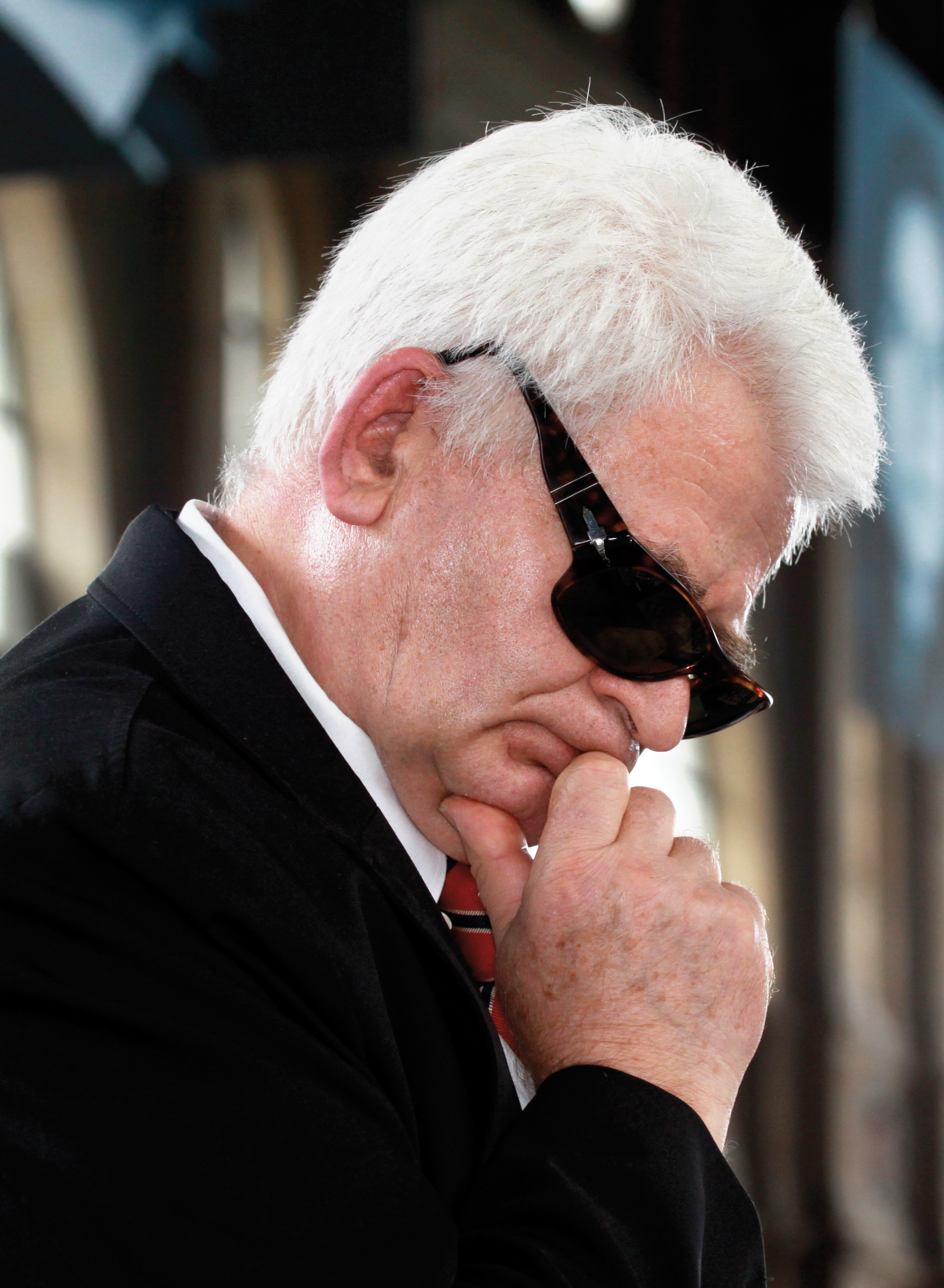
2009년의 스파스키

스파스키의 전성기는 1950년대 중반과 1960년대 중후반의 젊은 신동 시절이었다. 그는 1972년 경기 6에서 피셔에게 박수를 보냈고, 2004년 나리타 국제공항 근처에서 피셔가 구금되었을 때 그를 변호했다.
스파스키는 많은 이들에게 보편적인 플레이어로 묘사되었다. 최소한 겔러나 피셔와 같은 동시대의 선수들과 비교했을 때, 그는 결코 진정한 체스 오프닝 전문가는 아니었지만, 체스 미들게임과 체스 전술에서 뛰어났다.
틀:Bq
스파스키는 킹스 갬빗, 1.e4 e5 2.f4와 같은 다양한 오프닝에서 성공을 거두었는데, 이는 최상위 수준에서는 거의 볼 수 없는 공격적이고 위험한 라인이다. 제임스 본드 영화 007 위기일발 초반에 나오는 "크론스틴"과 "맥애덤스" 간의 체스 게임은 1960년 스파스키("크론스틴")가 승리했던 스파스키와 데이비드 브론스타인 간의 게임을 바탕으로 한다.
그의 오프닝 이론에 대한 기여는 루이 로페즈의 흑색 기물용 마셜 어택 (1.e4 e5 2.Nf3 Nc6 3.Bb5 a6 4.Ba4 Nf6 5.0-0 Be7 6.Re1 b5 7.Bb3 0-0 8.c3 d5)을 부활시킨 것, 님조-인디언 디펜스에서 백색 기물용 레닌그라드 변화 (1.d4 Nf6 2.c4 e6 3.Nc3 Bb4 4.Bg5)를 개발한 것, 님조-인디언의 흑색 기물용 스파스키 변화, 그리고 시실리안 디펜스의 백색 기물용 닫힌 변화 (1.e4 c5 2.Nc3)를 포함한다. B19 캐롤-칸의 한 변화 (1.e4 c6 2.d4 d5 3.Nc3 dxe4 4.Nxe4 Bf5 5.Ng3 Bg6 6.h4 h6 7.Nf3 Nd7 8.h5)도 그의 이름을 따서 지어졌으며, 킹스 인디언 어택의 드문 라인 (1.Nf3 Nf6 2.g3 b5!?)도 마찬가지다.
스파스키는 2014년 영화 세기의 매치에서 리에브 슈라이버가 연기했다.

## 개인사
보리스는 세 번 결혼했다. 그의 첫 번째 부인(1959년–1961년)은 나데즈다 콘스탄티노브나 라틴체바였다. 그들의 딸은 1960년에 태어났다. 그의 두 번째 부인은 라리사 자카로브나 솔로비요바였다. 그녀는 1967년에 아들을 낳았다. 1975년 프랑스에서 세 번째 결혼은 러시아군 장군이자 러시아 백군 운동가인 드미트리 셰르바체프의 손녀인 마리나 유리예브나 셰르바초바와 했다. 그들의 아들은 1980년에 태어났다.
그의 여동생 이라이드 스파스카야(1944년 11월 6일생)는 러시아 드래프츠에서 소련 챔피언을 네 번 지냈고, 국제 드래프츠 세계 준우승자이다(1974년).
서방 기자와의 인터뷰에서 스파스키는 체스에 대한 자신의 심리적 접근 방식을 이렇게 말했다.
| “ | 나는 상대방과 좋은 관계를 유지하는 것을 선호한다. 내가 비우호적이라고 생각하는 사람과 경기해야 한다면 내 체스는 고통받는다. 내가 컨디션이 좋을 때 내 스타일은 약간 고집스럽고 거의 잔인하다. 때로는 나를 몰아붙이는 강력한 투쟁 정신을 느낀다. 하지만 내 깊은 곳에는 나 자신에 대한 믿음이 부족하다. 나는 종종 포지션의 기본적인 아이디어, 올바른 계획을 파악했지만, 나의 가장 큰 약점은 처음부터 끝까지 논리적인 패턴을 따르지 못한다는 것이다. | ” |

보비 피셔는 한때 "스파스키는 체크메이트를 하든 당하든 똑같이 무표정한 얼굴로 보드에 앉아 있다. 그는 기물을 실수로 놓칠 수 있는데, 그것이 실책인지 아니면 환상적으로 깊은 희생인지 결코 확신할 수 없다"고 썼다.

### 정치와 종교
2005년 칼리닌그라드에서 팬들과 만난 자리에서 스파스키는 1990년대 러시아의 경제 및 사회적 쇠퇴에 대해 다음과 같이 말했다. "우리나라에 무슨 일이 일어날지 알았다면 공산당에 가입했을 것이다."
2005년 스파스키는 이고리 샤파레비치, 뱌체슬라프 클리코프, 바실리 벨로프 등 활동가들과 함께 러시아 검찰총장에게 보내는 5000인 편지에 서명했다. 이 청원은 러시아 영토에서 슐한 아루흐 규범에 따라 기능하는 모든 종교 및 국가 유대인 단체들이 극단주의로 인해 폐쇄되어야 한다고 제안하며, "러시아 국민과 그들의 전통적인 사회 및 가치에 대한 숨겨진 대량 학살 캠페인"에 대해 경고했다. 그는 나중에 그 청원에서 자신을 멀리하려 했으며, 청원에 서명한 것은 실수였다고 말했다.
2006년, 스파스키는 자신을 정교회 기독교인, 군주주의자, 그리고 러시아 국민주의자로 묘사했다. 그의 번역된 말은 다음과 같다.
저는 확고한 군주주의자입니다. 저는 소련 시절에도 군주주의자였고 그것을 숨기려고 하지 않았습니다. 저는 러시아의 위대함이 우리 차르들이 대표하는 국가 지도자들의 활동과 연결되어 있다고 믿습니다.
저의 견해에 관해서는 – 저는 러시아 민족주의자이며, 이것은 무서운 것이 아닙니다. 두려워하지 마세요. 어떤 사람들은 러시아 민족주의자가 싫은 것이라고 말합니다. 분명히 반유대주의자, 인종차별주의자, 국가 볼셰비키라고 말입니다. 아닙니다. 민족주의자에게는 신이 존재하고 서로를 존중하는 국가가 존재합니다.

현대 러시아에서 저를 기쁘게 하는 것은 교회가 다시 살아나고 있다는 것입니다.

## 주목할 만한 경기
틀:Citations needed section
- 보리스 스파스키 대 데이비드 브론스타인, 소련 챔피언십, 1960년, 킹스 갬빗 수락, 모던 디펜스 (C36), 1–0 스파스키가 화려한 룩 희생으로 전 세계 챔피언십 도전자에게 승리했다. 이 게임은 약간의 조정을 거쳐 제임스 본드 영화 007 위기일발의 오프닝 장면에 사용되었다.[148]
- 보리스 스파스키 대 보비 피셔, 산타모니카 1966년, 그륀펠트 디펜스, 익스체인지 변화 (D87), 1–0 피셔는 날카로운 경기에서 평형을 이루는 것처럼 보이지만, 작은 실수를 하고 스파스키가 이를 활용한다.
- 보리스 스파스키 대 예핌 겔러, 수후미 후보전 1968년, 6경기, 시실리안 디펜스, 클로즈드 변화 (B25), 1–0 스파스키가 이 경기에서 겔러를 상대로 동일한 변화(스파스키가 가장 좋아하는 것 중 하나)를 사용하여 거둔 3승 중 하나이다.
- 보리스 스파스키 대 티그란 페트로샨, 세계 챔피언십 경기, 모스크바 1969년, 19경기, 시실리안 디펜스, 나이도프 변화 (B94), 1–0 공격적인 플레이 스타일과 콤비네이션이 스파스키의 최고 실력을 보여준다.
- 벤트 라르센 대 보리스 스파스키, 베오그라드 1970년 (소련 대 세계 팀 경기), 님조-라르센 어택, 모던 변화 (A01), 0–1 유명한 그랜드마스터를 상대로 거둔 또 다른 짧은 승리.
- 보리스 스파스키 대 보비 피셔, 지겐 올림피아드 1970년, 그륀펠트 디펜스, 익스체인지 변화 (D87), 1–0 피셔는 스파스키를 상대로 다시 그륀펠트 디펜스를 시도하며, 경기는 1966년 그들의 만남과 놀라울 정도로 비슷하다.
- 보리스 스파스키 대 보비 피셔, 세계 챔피언십 경기, 레이캬비크 1972년, 11경기, 시실리안 디펜스, 나이도프, 포이즌드 폰 변화 (B97), 1–0 피셔가 가장 좋아하는 포이즌드 폰 변화에서 유일하게 패한 경기.
- 아나톨리 카르포프 대 보리스 스파스키, 후보전, 레닌그라드 1974년, 1경기, 시실리안 디펜스, 셰베닝겐 변화 (B83), 0–1 스파스키는 경기에서 패했지만, 이 승리로 강력하게 시작했다.

## 더 읽어보기
- Spassky's Best Games by Bernard Cafferty, Batsford, 1969.
- World chess champions by Edward G. Winter, editor. 1981 ISBN 0-08-024117-4
- Cafferty, Bernard (1972). 《Boris Spassky Master of Tactics. Spassky's 100 Best Games 1949–1972》. London: B. T. Batsford. ISBN 978-0-7134-2409-6.
- Chernev, Irving (1995). 《Twelve Great Chess Players and Their Best Games》. New York: Dover. 43–57쪽. ISBN 0-486-28674-6.
- No Regrets: Fischer–Spassky by Yasser Seirawan; International Chess Enterprises; March 1997. ISBN 1-879479-08-7
- Bobby Fischer Goes to War: How the Soviets Lost the Most Extraordinary Chess Match of All Time by David Edmonds and John Eidinow; Ecco, 2004.
- 가리 카스파로프 (2004). My Great Predecessors, part III. Everyman Chess. ISBN 1-85744-371-3
- Raetsky, Alexander; Chetverik, Maxim (2006). 《Boris Spassky: Master of Initiative》. Everyman Chess. ISBN 1-85744-425-6.